# John Middleton (1er comte de Middleton)
John Middleton, 1er comte de Middleton (c. 1608 - 3 juillet 1674) est un soldat professionnel et mercenaire du Kincardineshire en Écosse. Commençant sa carrière dans la guerre de Trente Ans, pendant les Guerres des Trois Royaumes il combat pour les covenantaires et les parlementaires jusqu'en 1648, date à laquelle il change de camp pour les royalistes.
L'un de ses collègues dans les Guerres des évêques de 1639 à 1640 est Montrose, qui devient plus tard royaliste. Malgré leurs origines et leurs points de vue similaires, Middleton le poursuit avec une vigueur considérable, apparemment parce que son père est décédé lorsque les hommes de Montrose ont mis le feu à sa maison .
Middleton soutient les royalistes dans les deuxième et troisième guerres civiles anglaises et participe à l'insurrection de Glencairn en 1654. Récompensé en étant nommé Lord Haut-Commissaire au Parlement d'Écosse après la restauration Stuart de 1660, il se brouille avec ses collègues politiques et est démis de ses fonctions en 1663.
Cependant, considéré par Charles II comme un soldat capable et fiable, il est récompensé par deux commandements stratégiques clés, d'abord le château de Rochester, puis la possession anglaise de Tanger où il meurt en juillet 1674.

## Jeunesse
Né vers 1608, John est le fils aîné de Robert Middleton de Caldhame et de son épouse Catherine Strachan ; son frère cadet Alexander et son neveu George ont tous deux exercé les fonctions de directeur du King's College, d'Aberdeen, grand oncle de John Middleton (1678-1739) ; et arrière-arrière-oncle de Charles Middleton (1er baron Barham) .

## Carrière militaire
Au début de sa vie, Middleton sert comme soldat en France ; plus tard, il combat contre Charles Ier en Angleterre et en Écosse, étant particulièrement important à la bataille de Philiphaugh et dans d'autres opérations contre James Graham (1er marquis de Montrose).
Middleton occupe un haut commandement dans l'armée d'Engager qui prend part à la deuxième guerre civile anglaise et est fait prisonnier à la bataille de Preston en août 1648. Il rejoint Charles II à son arrivée en Écosse en 1650 pour être couronné, mais se brouille avec le parti au pouvoir Kirk et est contraint de faire pénitence publique à Dundee. Il commande la cavalerie royaliste à la bataille de Worcester en août 1651 et est capturé avant de s'échapper à Paris .
En 1653, Middleton est choisi pour diriger le Soulèvement de Glencairn et il atteint l'Écosse en février 1654, mais les participants sont profondément divisés et la révolte se termine par une défaite à la bataille de Dalnaspidal en juillet . Il reste en Écosse jusqu'en 1655 quand il rejoint la cour exilée et est créé comte de Middleton en 1656, avec le titre subsidiaire de Lord Clermont et Fettercairn.

## Carrière politique
À la suite de la restauration Stuart en mai 1660, Middleton est nommé commandant en chef des troupes en Écosse et Lord Haut-Commissaire au Parlement d'Écosse, qu'il ouvre en janvier 1661. Son royalisme extrême conduit à une lutte politique avec le comte de Lauderdale et en 1663, il est privé de ses fonctions . Il exerce ensuite les fonctions de lieutenant-général de la milice du Kent et de gouverneur du château de Rochester de 1663 à 1668, avant d'être nommé gouverneur de Tanger anglais en 1670, acquis lorsque Charles épouse Catherine de Bragance. il y meurt le 3 juillet 1674 des suites de blessures subies en tombant dans les escaliers après une beuverie .

## Famille
John Middleton épouse (contrat juillet 1639), Grizel Durham, décédée en septembre 1666. Ils ont cinq enfants ensemble :
- Charles Middleton (2e comte de Middleton) (1649/1650-1719), épouse Lady Catherine Brudenell, fille de Robert Brudenell, 2e comte de Cardigan, et Ann Savage.
- Lady Grizel Middleton, épouse William Douglas, 9e comte de Morton.
- Lady Helen Middleton, mariée à Patrick Lyon (3e comte de Strathmore et Kinghorne).
- Deux filles, noms inconnus, décédées toutes les deux en 1669 célibataires et sans descendance.

Il se remarie à Lady Martha Carey (1635/6-1706), le 16 décembre 1667 à St. Andrew's, Holborn, fille de Henry Carey (2e comte de Monmouth) et de sa femme Martha Cranfield. Ils ont deux enfants :
- John Middleton (1668-1696). Décédé célibataire sans descendance.
- Lady Elizabeth Middleton (1672-1748), épouse William Spelman.

## Sources
- (en) « John Middleton », dans Oxford Dictionary of National Biography, Oxford University Press (lire en ligne )
- Trevor Royle, Civil War: The War of the Three Kingdoms 1638-1660, Brown, Little, 2004 (ISBN 978-0316861250)
- Oliver Thomson, Zealots: How a Group of Scottish Conspirators Unleashed Half a Century of War in Britain, Amberley Publishing, 2018 (ISBN 978-1445677958)